# One Penny Black

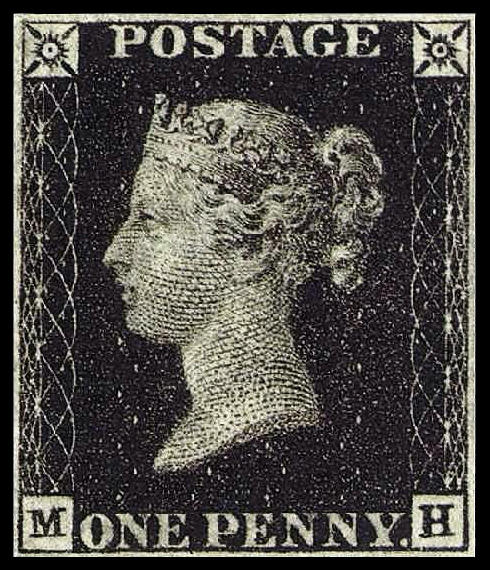
Världens första frimärke är otandat och bär en bild av drottning Victoria.

One Penny Black är världens första frimärke. Det publicerades i Storbritannien den 1 maj 1840 och började gälla 6 maj samma år. Det var sir Rowland Hill som introducerade idén att postförsändelser skulle ske med ett sådant portomärke av papper som visade att försändelsen var betald. Frimärkeskonceptet spred sig 1843 till Schweiz och Brasilien, och förekom 1860 i 90 olika länder.

## Källförteckning
1. 1 2  ”The Penny Post revolutionary who transformed how we send letters” (på brittisk engelska). 13 augusti 2019. https://www.bbc.com/news/business-48844278. Läst 6 maj 2024.